# 34817 Shiominemoto
2001 SE116 (asteroide 34817) é um asteroide da cintura principal. Possui uma excentricidade de 0.11793980 e uma inclinação de 22.22781º.
Este asteroide foi descoberto no dia 21 de setembro de 2001 por BATTeRS em Bisei SG Center.